# Cyclosa serena
Cyclosa serena Levi, 1999 è un ragno appartenente alla famiglia Araneidae.

## Etimologia
Il nome della specie è riferito alla località cilena di La Serena, a pochi chilometri dalla quale sono stati rinvenuti gli esemplari

## Caratteristiche
L'olotipo femminile ha dimensioni: cefalotorace lungo 2,4mm, largo 1,5mm; opistosoma lungo 4,1mm.

## Distribuzione
La specie è stata reperita nel Cile centrosettentrionale: a Loma de Panuelas, 6 km a sud della città di La Serena, appartenente alla regione di Coquimbo.
Altri esemplari sono stati rinvenuti in Argentina: nel dipartimento di Calamuchita, della provincia di Córdoba.

## Tassonomia
Al 2013 non sono note sottospecie e dal 1999 non sono stati esaminati nuovi esemplari.